# Talictre tuberós
El talictre tuberós, Thalictrum tuberosum, és una espècie de planta ranunculàcia.

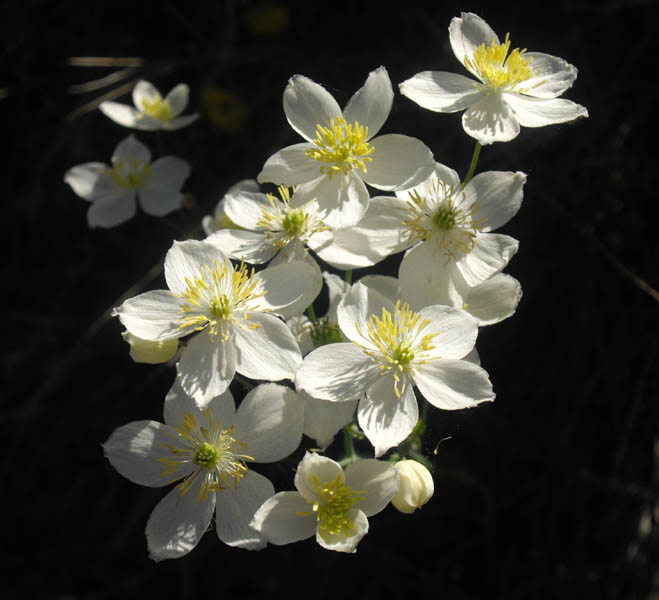
Flors

## Descripció
Planta verinosa, herbàcia, perenne, sense pèls. Amb 6-10 rels tuberoses napiformes; tiges erectes; fulles agrupades en roseta. Flors de 15-18 mm de color blanc groguenc, en inflorescències laxes. Floreix d'abril a juliol. El fruit és un aqueni.

## Distribució i hàbitat
Viu en garrigues i pastures seques calcàries de Catalunya i del País Valencià. Viu en costers, clarianes del bosc i matolls incendiats ens sòls secs i calcaris. entre els 200 i els 1400 m d'altitud.

## Etimologia
El nom del gènere Thalictrum prové del metge grec Dioscòrides: "thalictron" indica que aquestes plantes floreixen aviat (de "thallein" = reviure, i "ictar" = aviat). L'epítet específic
tuberosum prové del llatí: i significa "d'arrel tuberosa".